# Office 1
Office 1 е международна франчайзингова компания, основана под името Office 1 Superstore в западен Палм Бийч, Флорида, САЩ, която към днешна дата присъства в 3 държави – България, Франция и Гърция.
Първите магазини извън пределите на Щатите са открити през 1989 г. в Испания. Веригата навлиза в България през 1998 г., когато кооперация „Панда“ получава мастър франчайз за територията на България и през юни 1998 г. отваря първия магазин в София. Постепенно мениджмънтът и резултатите на българското подразделение стават причината Office 1 България да играе ключова роля в управлението и развитието на международната верига.

## В България
На 20 февруари 2018 г. кооперация „Панда“ официално придобива всички права върху търговските марки от портфолиото на Office 1 Superstore. Така от главен франчайзополучател за България кооперация „Панда“ става единствен собственик и представител на марките Office 1, Office 1 Superstore, Office 1 Superstore International и Office 1 e-shop за целия свят.
Office 1 е най-голямата верига магазини за офис продукти в България. Office 1 има 38% пазарен дял, 66 магазина в страната и осигурява работа на над 600 души. Продуктовото портфолио се състои от над 110 000 продукта.
На 18 октомври 2018 г. е официално открит Office 1 Superstore Logistics – складово-логистичен център в Югоизточна Европа с площ от 8600 m2. Базата е оборудвана с австрийската автоматизирана система за складиране и обработка на поръчки OSR. 22-етажната конструкция притежава капацитет за обработка на 12 000 артикула. Системата осигурява увеличение на продуктивността, минимизиране на грешките до 0,07% и позволява обработката на 430 продуктови линии за час на работна станция. Проектът е сертифициран от Българската агенция за инвестиции към Министерство на икономиката като инвестиция клас А. Office 1 Superstore Logistics отговаря на най-високите европейски стандарти за качество.